# Ограничења слободе информисања
Ограничење слободе информисања је правни оквир којим се онемогућава злоупотреба права на слободу информисања, и то у случају када остваривање тог права може да доведе до нарушавања других људских права.

## Начела ограничења слободе информисања
Потребу за постављањем ограничења личних слобода увидео је још Џон Стјуарт Мил. У свом делу „О слободи“ предочио је да акције појединца друштво треба да спречи уколико могу да нашкоде интегритету других људи.
Слобода информисања је једно од основних људских права. У Србији је загарантована Уставом Србије и Законом о јавном информисању ("Службени гласник РС, бр.12004), као и Европском конвенцијом о људским правима. Међутим, ово није апсолутна слобода, што значи да подлеже одређеним ограничењима. Она морају бити законски и јасно дефинисана, а самим тим и доступна свима. Ово се омогућује начелима која су садржана у међународним документима као што су: Универзална декларација о људским правима, Међународни пакт о грађанским и цивилним правима, Европска конвенција, Америчка конвенција. Та начела су: 
- Легалност
- Легитимност
- Неопходност[5]

### Легалност ограничења
Легалност ограничења значи да оно мора да буде прописано Законом, што у Србији представља Закон о јавном информисању.

### Легитимност ограничења
Легитимност ограничења значи да оно мора да буде у служби неког од оправданих циљева, као што су заштита јавне безбедности, јавног поретка и општег морала. Ови циљеви се разликују од земље до земље.

### Неопходност ограничења
Неопходност ограничења значи да мере које се предузму у ограничењу слободе информисања морају да буду истински неопходне за остварење виших циљева друштва, и да буду засноване на демократским принципима.

## Ограничења према Европској конвенцији
Европска конвенција о људским правима у члану 10. став 1. дефинише право на слободу изражавања, мишљења, примања и преношења информација и идеја. У априлу 2009. годие Европски суд за људска права у Стразбуру признао је праву на слободан приступ информацијама статус основног људског права.
У ставу 2. истог члана дефинисана су ограничења која се испољавају „у интересу националне безбедности, територијалног интегритета или јавне безбедности, ради спречавања нереда или криминала, заштите здравља или морала, заштите угледа или права других, спречавања откривања обавештења добијених у поверењу, или ради очувања ауторитета и непристрасности судства“.

## Ограничења према Уставу Србије
Устав Србије дефинише слободу мишљења и изражавања у члану 46, која се према истом члану може ограничити ради заштите права и угледа других људи, чувања ауторитета и непристрасности суда, заштите јавног здравља, морала демократског друштва и националне безбедности Републике Србије. 
Према члану 50. (слобода медија) Надлежни суд може спречити ширење информација и идеја путем средстава јавног обавештавања само ако је то неопходно, и то ради спречавања: позивања на насилно рушење Уставом загарантованог поретка, нарушавања територијалног интегритета Републике Србије, пропагирања рата, подстрекивања на насиље, говора мржње на расној, националној или верској основи, којим се подстиче на дискриминацију, непријатељство или насиље.

## Ограничења према Закону о јавном информисању
Члан 17. Закона о јавном информисању надовезује се на члан 45. Устава Србије, и налаже да Надлежни окружни суд може да забрани дистрибуцију информације ако од њеног објављивања може да наступи велика и непоправљива штета, која се на други начин не може спречити. Такође, овим Законом забрањује се дистрибуција информација које подстичу дискриминацију по основу пола, расе, нације, етничке припадности, верске опредељености, сексуалне оријентације. (члан 38) Не смеју се објављивати информације које могу штетити интелектуалном, моралном, емоционалном и социјалном развоју малолетника (члан 41); порнографски садржаји на начин доступан малолетницима (члан 42); као и аудио, писани и видео-записи из приватних живота лица без њихове дозволе. (члан 43)

## Ограничења на Интернету
Интернет је последњих година постао основно средство за размену информација, а самим тим је довео и до многоструких потенцијалних злоупотреба. Ограничења слободе информисања на Интернету су предвиђена за сваку врсту кривичног или прекршајног понашања, дискриминације, говора мржње, и повреде других људи, поготово деце. Чињеница је да правила ограничавања која се примењују на друге медије, не морају бити прикладна решења и за Интернет.